# Lliga neerlandesa de futbol 1900-01
La Lliga neerlandesa de futbol 1900–1901 va ser disputada per quinze equips que participaven en dues divisions. El campió nacional seria determinat per un partit de play-off amb els guanyadors de la divisió de futbol oriental i occidental dels Països Baixos. L'HVV Den Haag va guanyar el campionat en vèncer el Victoria Wageningen per 2–1 en un partit de desempat.

## Nous equips
Eerste Klasse Est:
- El Koninklijke UD tornava després d'una temporada d'absència

Eerste Klasse Oest:
- El Rapiditas Rotterdam tornava després d'una temporada d'absència
- CVV Velocitas

## Divisions

### Eerste Klasse Est
| Pos | Equip               | PJ | PG | PE | PP | GF | GC | Pts | DG  | Notes                                   |
| --- | ------------------- | -- | -- | -- | -- | -- | -- | --- | --- | --------------------------------------- |
| 1   | Victoria Wageningen | 12 | 9  | 2  | 1  | 44 | 12 | 20  | +32 | Classificat per la final del campionat. |
| 2   | Hercules            | 12 | 6  | 4  | 2  | 30 | 17 | 16  | +13 |                                         |
| 3   | PW                  | 12 | 5  | 4  | 3  | 43 | 27 | 14  | +16 |                                         |
| 4   | SBV Vitesse         | 12 | 5  | 1  | 6  | 29 | 28 | 11  | +1  |                                         |
| 5   | Go Ahead Wageningen | 12 | 4  | 2  | 6  | 26 | 41 | 10  | -15 |                                         |
| 6   | Quick Nijmegen      | 12 | 4  | 2  | 6  | 23 | 37 | 10  | -14 |                                         |
| 7   | Koninklijke UD      | 12 | 0  | 3  | 9  | 9  | 42 | 3   | -33 |                                         |

PJ = Partits jugats; PG = Partits guanyats; PE = Partits empatats; PP = Partits perduts; GF = Gols a favor; GC = Gols en contra; Pts = Punts; DG = Diferència de gols

### Eerste Klasse Oest
| Pos | Equip                    | PJ | PG | PE | PP | GF | GC | Pts | DG  | Notes                                   |
| --- | ------------------------ | -- | -- | -- | -- | -- | -- | --- | --- | --------------------------------------- |
| 1   | HVV Den Haag             | 14 | 11 | 2  | 1  | 54 | 12 | 24  | +42 | Classificat per la final del campionat. |
| 2   | Velocitas                | 14 | 8  | 5  | 1  | 30 | 14 | 21  | +16 |                                         |
| 3   | HBS Craeyenhout          | 14 | 7  | 4  | 3  | 39 | 25 | 18  | +14 |                                         |
| 4   | RAP                      | 14 | 6  | 2  | 6  | 22 | 20 | 14  | +2  |                                         |
| 5   | Ajax Sportman Combinatie | 14 | 5  | 3  | 6  | 24 | 27 | 13  | -3  |                                         |
| 6   | HFC Haarlem              | 14 | 5  | 0  | 9  | 26 | 45 | 10  | -19 |                                         |
| 7   | Rapiditas Rotterdam      | 14 | 4  | 1  | 9  | 25 | 36 | 9   | -11 |                                         |
| 8   | Sparta Rotterdam         | 14 | 0  | 3  | 11 | 9  | 50 | 3   | -41 | No participa la propera temporada.      |

PJ = Partits jugats; PG = Partits guanyats; PE = Partits empatats; PP = Partits perduts; GF = Gols a favor; GC = Gols en contra; Pts = Punts; DG = Diferència de gols

### Play-off del campionat
| Equip 1             | Global               | Equip 2      | Anada | Tornada |
| ------------------- | -------------------- | ------------ | ----- | ------- |
| Victoria Wageningen | Una victòria cadascú | HVV Den Haag | 0–1   | 2–1     |

### Repetició
| Equip 1             | Marcador | Equip 2      |
| ------------------- | -------- | ------------ |
| Victoria Wageningen | 1–2      | HVV Den Haag |

L'HVV Den Haag va guanyar el campionat.